# Коротеева, Мария Михайловна
Мария Михайловна Коротеева (род. 10 ноября 1981) — российская легкоатлетка, специализирующаяся на беге с барьерами, мастер спорта России международного класса.

## Биография
Призер Всемирных юношеских игр (1998).
В 2003 году на чемпионате Европы (молодежь до 23 лет) в польском Быдгоще была третьей.
На летних Олимпийских играх в Афинах она оказалась четвертой на дистанции 100 м со временем 12,72 с. В предварительном забеге она показала время 12,60 с, что является её личным рекордом.
В сентябре 2004 года в Брюсселе победила на Мемориале Ван-Дамма.
На чемпионате мира 2005 года в Хельсинки она оказалась пятой.
В помещении лучшим её результатом было время 7,99 с на 60-метровке с барьерами.
Окончила Московскую Государственную академию физической культуры.